# Fußballclub Carl Zeiss Jena 2021-2022 (femminile)
Questa voce raccoglie le informazioni riguardanti il Fußballclub Carl Zeiss Jena nelle competizioni ufficiali della stagione 2021-2022.

## Divise e sponsor
Le tenute da gioco erano le stesse del Carl Zeiss Jena maschile. Il main sponsor era Carl Zeiss mentre quello tecnico, fornitore dei completi da gioco, era Macron.
|  | Casa | Trasferta |

## Organigramma societario
Tratto dal sito societario.
Area tecnica
- Allenatrice: Anne Pochert
- Co-allenatore: Christoph Schliewe
- Allenatore dei portieri: Horst Bachmann

## Rosa
Rosa, ruoli e numeri di maglia come da sito ufficiale, integrati dal sito della Federcalcio tedesca (DFB), aggiornati al 20 ottobre 2021.
| N. |                        | Ruolo | Calciatrice          |
| -- | ---------------------- | ----- | -------------------- |
| 1  | Germania (bandiera)    | P     | Johanna Wende        |
| 3  | Paesi Bassi (bandiera) | D     | Chantal Schouwstra   |
| 4  | Germania (bandiera)    | C     | Denise Landmann      |
| 5  | Germania (bandiera)    | D     | Anne Güther          |
| 6  | Germania (bandiera)    | C     | Sophie Walter        |
| 7  | Germania (bandiera)    | A     | Samira Sahraoui      |
| 8  | Germania (bandiera)    | A     | Josefine Schlichting |
| 9  | Kosovo (bandiera)      | C     | Donika Grajqevci     |
| 10 | Germania (bandiera)    | A     | Verena Volkmer       |
| 11 | Germania (bandiera)    | A     | Hannah Mesch         |
| 13 | Germania (bandiera)    | C     | Julia Arnold         |
| 14 | Germania (bandiera)    | D     | Anja Heuschkel       |
| 15 | Germania (bandiera)    | D     | Svenja Paulsen       |
| 16 | Germania (bandiera)    | D     | Lisa Gora            |
| 17 | Germania (bandiera)    | A     | Nicole Woldmann      |

| N. |                     | Ruolo | Calciatrice          |
| -- | ------------------- | ----- | -------------------- |
| 18 | Germania (bandiera) | C     | Annika Graser        |
| 19 | Germania (bandiera) | A     | Rita Schumacher      |
| 20 | Germania (bandiera) | C     | Luca Emily Birkholz  |
| 21 | Germania (bandiera) | C     | Anna Weiß            |
| 22 | Germania (bandiera) | C     | Any Adam             |
| 23 | Germania (bandiera) | C     | Gentiana Fetaj       |
| 24 | Germania (bandiera) | P     | Laura Kiontke        |
| 25 | Germania (bandiera) | D     | Karla Görlitz        |
| 26 | Germania (bandiera) | D     | Tina Kremlichka      |
| 27 | Germania (bandiera) | P     | Mailin Wichmann      |
| 28 | Slovenia (bandiera) | A     | Adrijana Mori        |
| 29 | Germania (bandiera) | D     | Annalena Breitenbach |
| 31 | Germania (bandiera) | P     | Inga Schuldt         |
|    | Germania (bandiera) | D     | Hannah Lehmann       |

## Calciomercato

### Sessione estiva
| Acquisti | Acquisti           | Acquisti                    | Acquisti    |
| R.       | Nome               | da                          | Modalità    |
| -------- | ------------------ | --------------------------- | ----------- |
| P        | Johanna Wende      | VfL Westercelle [Primavera] | definitivo  |
| D        | Karla Görlitz      | Hoffenheim                  | definitivo  |
| D        | Chantal Schouwstra | VV Alkmaar                  | definitivo  |
| C        | Gentiana Fetaj     | Arminia Bielefeld           | definitivo  |
| C        | Sophie Walter      | Werder Brema                | definitivo  |
| A        | Adrijana Mori      | Turbine Potsdam             | in prestito |
| A        | Samira Sahraoui    | Turbine Potsdam II          | definitivo  |
| A        | Rita Schumacher    | Wolfsburg II                | definitivo  |
| A        | Verena Volkmer     | Werder Brema                | definitivo  |
| A        | Nicole Woldmann    | Bayern Monaco II            | definitivo  |

| Cessioni | Cessioni       | Cessioni     | Cessioni   |
| R.       | Nome           | a            | Modalità   |
| -------- | -------------- | ------------ | ---------- |
| A        | Christin Meyer | Werder Brema | definitivo |

## Risultati

### Frauen-Bundesliga

#### Girone di andata
| Arbitro: | Söder (Ingolstadt) |

|  |           |                                |
|  | Marcatori | 29’ Zeller 62’ Gräwe 69’ Kögel |

| Arbitro: | Wildfeuer (Lubecca) |

|                                                              |           |  |
| S. Holmgaard 32’ Plattner 40’ Höbinger 42’, 55’ Weidauer 87’ | Marcatori |  |

| Arbitro: | Wacker (Lehrensteinsfeld) |

|                |           |              |
| Schumacher 36’ | Marcatori | 72’ Hausicke |

| Willstätt 3 ottobre 2021, ore 13:00 CEST 4ª giornata | Sand                   | 0 – 0 referto | Carl Zeiss Jena | Adams Arena (645 spett.)\| Arbitro: \| Michel (Gau-Odernheim) \| |
| Arbitro:                                             | Michel (Gau-Odernheim) |               |                 |                                                                  |

| Arbitro: | Kost (Holzwickede) |

|               |           |                                            |
| Schumacher 2’ | Marcatori | 12’, 29’, 38’ Kayikçi 51’ Memeti 86’ Minge |

| Arbitro: | Westerhoff (Bochum) |

|                                |           |  |
| Kuznik 22’ Islacker 48’ (rig.) | Marcatori |  |

| Arbitro: | Diekmann (Dortmund) |

|             |           |                                                    |
| Volkmer 87’ | Marcatori | 2’, 57’ Billa 15’ Brand 85’ Fühner 90’ Leimenstoll |

| Arbitro: | Westerhoff (Bochum) |

|                                                                           |           |  |
| Dunst 7’, 49’ Freigang 20’ Landmann 27’ (aut.) Prašnikar 34’ Martinez 52’ | Marcatori |  |

| Arbitro: | Heidenreich (Sereetz) |

|                                              |           |  |
| Schüller 10’ Walter 66’ (aut.) Jakobsson 84’ | Marcatori |  |

| Arbitro: | Duske (Leverkusen) |

|                                                     |           |  |
| Starke 35’ Smits 48’ Roord 60’ Rauch 71’ Bremer 80’ | Marcatori |  |

| Arbitro: | Schwermer (Rieder) |

|  |           |                                          |
|  | Marcatori | 10’, 82’ Endemann 58’ Berentzen 65’ Senß |

#### Girone di ritorno
| Arbitro: | Diekmann (Dortmund) |

|                        |           |  |
| Fröhlich 6’ Wieder 52’ | Marcatori |  |

| Arbitro: | Schwermer (Rieder) |

|  |           |                                                          |
|  | Marcatori | 3’, 48’, 67’ Cerci 56’ Mesjasz 66’ Sissoko 80’ Orschmann |

| Arbitro: | Heidenreich (Bad Schwartau) |

|  |           |                       |
|  | Marcatori | 22’ Arnold 59’ Walter |

| Arbitro: | Heimann (Gladbeck) |

|             |           |                                             |
| Volkmer 55’ | Marcatori | 16’ George 23’ Gentile 86’ Hoppius 88’ Loos |

| Arbitro: | Appelmann (Alzey) |

|                                                                                  |           |         |
| Memeti 34’, 36’ Vojtekovál 41’ Müller 43’ Kayikçi 71’ Walter 75’ (aut.) Kolb 77’ | Marcatori | 8’ Gora |

| Arbitro: | Duske (Leverkusen) |

|              |           |                                      |
| Sahraoui 29’ | Marcatori | 61’ (rig.), 73’ Barrett 67’ Islacker |

| Arbitro: | Schwermer (Rieder) |

|                                               |           |  |
| Hagel 9’, 39’ Billa 23’, 59’ (rig.), 69’, 70’ | Marcatori |  |

| Arbitro: | Weigelt (Lipsia) |

|  |           |                                                  |
|  | Marcatori | 13’ Hanshaw 16’ Prašnikar 44’ Freigang 53’ Dunst |

| Arbitro: | Westerhoff (Bochum) |

|  |           |                                                 |
|  | Marcatori | 46’ (aut.) Landmann 49’, 66’ Schüller 56’ Gwinn |

| Arbitro: | Schwermer (Rieder) |

|            |           | |
| Arnold 80’ | Marcatori | 8’ Pajor 10’ Jónsdóttir 19’ (aut.) Kremlitschka 25’ Rauch 38’ Lattwein 46’ Roord 57’ Popp 81’ Waßmuth 83’ Bremer 85’ Huth |

| Arbitro: | Arlt (Greven) |

|                                          |           |  |
| Ostermeier 11’ Endemann 16’ Kockmann 27’ | Marcatori |  |

### DFB-Pokal
| Arbitro: | Boike (Altenstadt) |

|  |           |                       |
|  | Marcatori | 44’ Woldmann 73’ Mori |

| Arbitro: | Joos (Leinfelden-Echterdingen) |

|  |           |                        |
|  | Marcatori | 43’ Walter 85’ Volkmer |

| Arbitro: | Appelmann (Alzey) |

|                |           |                                                 |
| Grünbacher 72’ | Marcatori | 70’ (rig.) Volkmer 83’ (aut.) Halm 87’ Woldmann |

| Arbitro: | Wildfeuer (Lubecca) |

|                 |           | |
| Glas 41’ (aut.) | Marcatori | 9’ (aut.) Kremlitschka 25’, 37’ Damnjanović 49’ Bühl 43’ Magull 55’ Kumagai 77’ (aut.) Adam 83’ Asseyi 88’ Rall |

## Statistiche

### Statistiche di squadra
| Competizione         | Punti | In casa | In casa | In casa | In casa | In casa | In casa | In trasferta | In trasferta | In trasferta | In trasferta | In trasferta | In trasferta | Totale | Totale | Totale | Totale | Totale | Totale | DR  |
| Competizione         | Punti | G       | V       | N       | P       | Gf      | Gs      | G            | V            | N            | P            | Gf           | Gs           | G      | V      | N      | P      | Gf     | Gs     | DR  |
| -------------------- | ----- | ------- | ------- | ------- | ------- | ------- | ------- | ------------ | ------------ | ------------ | ------------ | ------------ | ------------ | ------ | ------ | ------ | ------ | ------ | ------ | --- |
| Frauen-Bundesliga    | 5     | 11      | 0       | 1       | 10      | 6       | 49      | 11           | 1            | 1            | 9            | 3            | 39           | 22     | 1      | 2      | 19     | 9      | 88     | -79 |
| DFB-Pokal der Frauen | -     | 1       | 0       | 0       | 1       | 1       | 9       | 3            | 3            | 0            | 0            | 7            | 1            | 4      | 3      | 0      | 1      | 8      | 10     | -2  |
| Totale               | -     | 12      | 0       | 1       | 11      | 7       | 58      | 14           | 4            | 1            | 9            | 10           | 40           | 26     | 4      | 2      | 20     | 17     | 98     | -81 |

### Andamento in campionato
| Giornata  | 1  | 2  | 3 | 4 | 5 | 6  | 7  | 8  | 9  | 10 | 11 | 12 | 13 | 14 | 15 | 16 | 17 | 18 | 19 | 20 | 21 | 22 |
| --------- | -- | -- | - | - | - | -- | -- | -- | -- | -- | -- | -- | -- | -- | -- | -- | -- | -- | -- | -- | -- | -- |
| Luogo     | C  | T  | C | T | C | T  | C  | T  | T  | T  | C  | T  | C  | T  | C  | T  | C  | T  | C  | C  | C  | T  |
| Risultato | P  | P  | N | N | P | P  | P  | P  | P  | P  | P  | P  | P  | V  | P  | P  | P  | P  | P  | P  | P  | P  |
| Posizione | 10 | 11 | 9 | 8 | 9 | 11 | 11 | 11 | 11 | 11 | 12 | 12 | 12 | 11 | 12 | 12 | 12 | 12 | 12 | 12 | 12 | 12 |

Legenda:

Luogo: C = Casa; T = Trasferta. Risultato: V = Vittoria; N = Pareggio; P = Sconfitta.

### Statistiche delle giocatrici
| Giocatore       | Frauen-Bundesliga | Frauen-Bundesliga | Frauen-Bundesliga | Frauen-Bundesliga | DFB-Pokal der Frauen | DFB-Pokal der Frauen | DFB-Pokal der Frauen | DFB-Pokal der Frauen | Totale   | Totale | Totale      | Totale     |
| Giocatore       | Presenze          | Reti              | Ammonizioni       | Espulsioni        | Presenze             | Reti                 | Ammonizioni          | Espulsioni           | Presenze | Reti   | Ammonizioni | Espulsioni |
| --------------- | ----------------- | ----------------- | ----------------- | ----------------- | -------------------- | -------------------- | -------------------- | -------------------- | -------- | ------ | ----------- | ---------- |
| A. Adam         | 11                | 0                 | 0                 | 0                 | 3                    | 0                    | 1                    | 0                    | 14       | 0      | 1           | 0          |
| J. Arnold       | 20                | 2                 | 0                 | 0                 | 2                    | 0                    | 0                    | 0                    | 22       | 2      | 0           | 0          |
| L-E. Birkholz   | 14                | 0                 | 0                 | 0                 | 2                    | 0                    | 0                    | 0                    | 16       | 0      | 0           | 0          |
| A. Breitenbach  | 1                 | 0                 | 0                 | 0                 | 1                    | 0                    | 1                    | 0                    | 2        | 0      | 1           | 0          |
| G. Fetaj        | 18                | 0                 | 2                 | 0                 | 4                    | 0                    | 0                    | 0                    | 22       | 0      | 2           | 0          |
| L. Gora         | 12                | 1                 | 0                 | 0                 | 3                    | 0                    | 0                    | 0                    | 15       | 1      | 0           | 0          |
| K. Görlitz      | 13                | 0                 | 1                 | 0                 | 2                    | 0                    | 0                    | 0                    | 15       | 0      | 1           | 0          |
| D. Grajqevci    | 11                | 0                 | 0                 | 0                 | 3                    | 0                    | 0                    | 0                    | 14       | 0      | 0           | 0          |
| A. Graser       | 20                | 0                 | 3                 | 0                 | 4                    | 0                    | 0                    | 0                    | 24       | 0      | 3           | 0          |
| A. Güther       | -                 | -                 | -                 | -                 | -                    | -                    | -                    | -                    | -        | -      | -           | -          |
| A. Heuschkel    | 5                 | 0                 | 0                 | 0                 | 1                    | 0                    | 0                    | 0                    | 6        | 0      | 0           | 0          |
| L. Kiontke      | 2                 | -9                | 0                 | 0                 | 3                    | -1                   | 0                    | 0                    | 5        | -10    | 0           | 0          |
| I. Knipp        | -                 | -                 | -                 | -                 | -                    | -                    | -                    | -                    | -        | -      | -           | -          |
| T. Kremlitschka | 8                 | 0                 | 4                 | 0                 | 1                    | 0                    | 1                    | 0                    | 9        | 0      | 5           | 0          |
| D. Landmann     | 15                | 0                 | 2                 | 0                 | 2                    | 0                    | 0                    | 0                    | 17       | 0      | 2           | 0          |
| M. Mehler       | -                 | -                 | -                 | -                 | -                    | -                    | -                    | -                    | -        | -      | -           | -          |
| H. Mesch        | 6                 | 0                 | 1                 | 0                 | 1                    | 0                    | 0                    | 0                    | 7        | 0      | 1           | 0          |
| A. Mori         | 8                 | 0                 | 0                 | 0                 | 3                    | 1                    | 1                    | 0                    | 11       | 1      | 1           | 0          |
| S. Paulsen      | 17                | 0                 | 3                 | 0                 | 4                    | 0                    | 0                    | 0                    | 21       | 0      | 3           | 0          |
| H. Sas          | 7                 | 0                 | 0                 | 0                 | 1                    | 0                    | 0                    | 0                    | 8        | 0      | 0           | 0          |
| S. Sahraoui     | 18                | 1                 | 0                 | 0                 | 3                    | 0                    | 0                    | 0                    | 21       | 1      | 0           | 0          |
| J. Schlichting  | 1                 | 0                 | 0                 | 0                 | -                    | -                    | -                    | -                    | 1        | 0      | 0           | 0          |
| C. Schouwstra   | 6                 | 0                 | 0                 | 0                 | 3                    | 0                    | 1                    | 0                    | 9        | 0      | 1           | 0          |
| I. Schuldt      | 19                | -69               | 0                 | 0                 | 1                    | -9                   | 0                    | 0                    | 20       | -78    | 0           | 0          |
| R. Schumacher   | 22                | 2                 | 1                 | 0                 | 3                    | 0                    | 0                    | 0                    | 25       | 2      | 1           | 0          |
| V. Volkmer      | 15                | 2                 | 3                 | 0                 | 4                    | 2                    | 0                    | 0                    | 19       | 4      | 3           | 0          |
| S. Walter       | 17                | 1                 | 1                 | 0                 | 3                    | 1                    | 0                    | 0                    | 20       | 2      | 1           | 0          |
| A. Weiß         | 18                | 0                 | 1                 | 0                 | 3                    | 0                    | 0                    | 0                    | 21       | 0      | 1           | 0          |
| J. Wende        | 0                 | 0                 | 0                 | 0                 | 0                    | 0                    | 0                    | 0                    | 0        | 0      | 0           | 0          |
| M. Wichmann     | 1                 | -10               | 0                 | 0                 | -                    | -                    | -                    | -                    | 1        | -10    | 0           | 0          |
| N. Woldmann     | 17                | 0                 | 2                 | 0                 | 4                    | 2                    | 0                    | 0                    | 21       | 2      | 2           | 0          |